# Caranx crysos
Caranx crysos là một loài cá biển lớn vừa phải được phân loại trong bộ kích họ Carangidae. Loài này phân bố trên Đại Tây Dương, từ Brazil đến Canada ở phía tây Đại Tây Dương và từ Angola đến Vương quốc Anh bao gồm Địa Trung Hải ở phía đông Đại Tây Dương. Người chạy bộ màu xanh được phân biệt với các loài tương tự bởi một số đặc điểm hình thái, bao gồm số lượng hàm trên, mang và số lượng đường bên. Caranx crysos được biết là có chiều dài tối đa là 70 cm và cân nặng 5,05 kg, nhưng phổ biến hơn nhiều là dài dưới 35 cm. Loài này sinh sống ở cả môi trường ven bờ và ngoài khơi, chủ yếu ở ám tiêu, tuy nhiên chúng được biết là tập trung xung quanh các cấu trúc lớn, nhân tạo, ngoài khơi như giàn khoan dầu. Con non có xu hướng sống ở ám tiêu nông hơn và vùng nước đầm phá, trước khi di chuyển đến vùng nước sâu hơn khi trưởng thành.
Caranx crysos là loài cá động vật ăn thịt bơi theo đàn, chủ yếu bắt cá trong môi trường ven bờ, cũng như các loài giáp xác khác nhau và các động vật không xương sống khác. Cá thể sinh sống ngoài khơi gần như chỉ ăn động vật phù du. Loài này đạt thành thục sinh dục trong khoảng từ 225 đến 280 mm trong phạm vi phân bố, với sinh sản xảy ra ngoài khơi quanh năm, mặc dù điều này đạt đỉnh điểm vào những tháng ấm hơn.